# Eleições no Território Federal do Acre em 1945
As eleições no território federal do Acre em 1945 ocorreram em 2 de dezembro como parte das eleições gerais no Distrito Federal e em 20 estados. Neste caso, a Lei Constitucional Número Nove e o Decreto-Lei n.º 7.586 e uma resolução editada em 8 de setembro pelo Tribunal Superior Eleitoral determinaram que os acrianos seriam representados por dois deputados federais.

## Resultado da eleição para deputado federal
Conforme o acervo do Tribunal Superior Eleitoral, foram apurados 5.359 votos nominais (99,28%), nenhum voto de legenda, 37 votos em branco (0,68%) e 02 votos nulos (0,04%), atestando o comparecimento de 5.398 eleitores.

### Chapa do PSD
| Candidatos a deputado federal em 1945 | Partido | Votação | Percentual | Cidade onde nasceu | Unidade federativa | Observações            |
| Hugo Carneiro                         | PSD     | 3.775   | 70,44%     | Belém              | Pará               | [ 7 ]                  |
| Castelo Branco                        | PSD     | zero    | -          | -                  | -                  | [ 8 ] [ 9 ] [ nota 2 ] |
| Fontes:                               |         |         |            |                    |                    |                        |

### Chapa da UDN
| Candidatos a deputado federal em 1945 | Partido | Votação    | Percentual | Cidade onde nasceu | Unidade federativa | Observações |
| Martiniano Prado                      | UDN     | 1.584      | 29,56%     | -                  | -                  | [ 10 ]      |
| Adalberto Sena                        | UDN     | [ nota 3 ] | [ nota 3 ] | Cruzeiro do Sul    | Acre               | [ 11 ]      |
| Fontes:                               |         |            |            |                    |                    |             |